# Adam Święcicki
Adam Święcicki (ur. 15 maja 1875 w Nowej Wsi (powiat wysokomazowiecki), zm. 9 grudnia 1946 w Garwolinie) – polski polityk, senator III kadencji w II RP.
W wyborach parlamentarnych w 1930 roku został zastępcą senatora z listy nr 1 (BBWR) z województwa lubelskiego. Po śmierci Eugeniusza Wiszniewskiego (21 grudnia 1931 roku) został senatorem. Zaprzysiężenie nastąpiło 28 stycznia 1932 roku.